# Rio Cotârgaci
O Rio Cotârgaci é um rio da Romênia, afluente do Morişca, localizado no distrito de Botoşani.